# Emile Jansen
Emile Jansen (Apeldoorn, 21 november 1959 – 18 november 2024) was een Nederlandse acteur die zowel in Nederland als in het buitenland werkte.

## Levensloop
Hij volgde het Gymnasium in Apeldoorn. Daarna volgde hij de toneelschool in Arnhem. In het theater speelde hij o.a. onder regie van Johan Doesburg in stukken van John Steinbeck, Sam Shepard, Justus van Oel, Michael Punter, Peter Barlach etc.
In september 2008 won hij de Entertainment Award op het Canary Wharf Film Festival London voor zijn hoofdrol in de mobile phones comedy series ShopSpank.
In februari 2009 had hij een rol in de online soap Deadline van het vrouwenblad Libelle. In de Britse speelfilm Other Side of the Game, die in 2009 in Londen in première ging, speelde hij de drugscrimineel Frank Houwer.
Emile Jansen overleed op 18 november 2024.

## Filmografie
- 2019 Keizersvrouwen - Jacob (1 aflevering)
- 2019 Bad Influencer - Frits
- 2014 Triggers
- 2010 Other Side of the Game - Frank Houwer
- 2011 Levenslang - Rechercheur Noord
- 2010 Suikertrip - Remy's Father
- 2004-2010 Goede tijden, slechte tijden - rechercheur Huibert Rem (27 afleveringen)
- 2010 Risen - Koen Verhoeff
- 2010 Sprakeloos -Debney
- 2010 Inglourious Basterds: Done in 60 seconds - Hitler[bron?]
- 2009-2010 In het vuur van de storm - Koos
- 2009 Verborgen verhalen - Conciërge
- 2009 Jack Said Other Side Boss
- 2009 De hoofdprijs - Jan
- 2008 Oorlogswinter - Meneer Knopper
- 2007 Buuv - Buurman
- 2007 Fatum - Dokter
- 2007 Flikken Maastricht
- 2007 Wie is de dader? - Willem
- 2007 Ernst, Bobbie en de rest: De grote verhuisshow - Postbode Bob
- 2007 Ik ook - Daniel's father
- 2007 Hausmeister Krause - Ordnung muss sein - Nachbar
- 2007 Contained - Jack
- 2006 Grijpstra & De Gier
- 2006 Juliana, prinses van oranje - Regisseur
- 2006 Ernst, Bobbie en de rest: De grote sinterklaashow - Schoonmaakpiet
- 2006 Koppels - Police Inspector
- 2005 Samen - Klant
- 2004 Ernst, Bobbie en de rest - Scoundrel
- 1996 Advocaat van de Hanen - Portier disco[bron?]
- 1989-1992 Zeg 'ns Aaa
- 1989 Gwang tin lung fu wui - Police officer[bron?]
- 1982 Moord voor beginners - Michiel
- 1982 Maya[bron?]
- 1981 Te gek om los te lopen - Feestganger